# 厳虎
厳 虎（げん こ、生没年不詳）は、中国後漢末期の武将。揚州呉郡烏程県の人。弟は厳輿。小説『三国志演義』でも採用されている別号の白虎（はくこ、拼音: Báihǔ）としても知られる。

## 正史の事跡
先祖は前漢の淮南王劉安の謀反に連座して処刑された荘助（厳助）であると歴史学者の石井仁は推定している。
呉郡の豪族（「彊族」）で、同郡において1万人以上の勢力を築き上げた。『古今図書集成』によると、長興県の南50里にある石城山を根拠地とした。また、さらに10里南には白虎山があった。
呉書「朱治伝」には「山賊厳白虎」と記されているが、これについて唐長孺『魏晋南北朝史論叢』では、「山賊」は「山越」と同義であるとして、厳虎が山越の族長であったと主張している。
建安元年（196年）、江東に地盤を築いた孫策は厳虎や王朗の討伐に乗り出した。部将の呉景は先に厳虎を討つよう進言したが、孫策は群盗に過ぎないとして、王朗の撃破を優先した。
その後、厳虎が海西で呉郡太守を自称する陳瑀と提携すると、孫策もいよいよ攻撃に乗り出した。厳虎は弟の厳輿を和睦の使者として送ったが、その場で殺されてしまったために意気喪失し、余杭にいた許昭の下に落ち延びた。この際、程普は孫策に許昭の攻撃を申し出たが、孫策は許昭の人となりを評価して攻撃を許さなかった。一方の陳瑀も、呂範らの攻撃を受け敗走している。
以降の厳虎の消息については、孫策が劉勲を攻めた際に、陳登が厳虎の残党を扇動して孫策を襲わせたとの記録がある。孫策は襲撃を退けたが、厳虎がどうなったかは記されていない（「孫破虜討逆伝」が引く『江表伝』）。

## 物語中の厳虎
小説『三国志演義』では、東呉の徳王を自称している。史実とは異なり、王朗よりも先に孫策に攻撃される。弟を和睦の使者に立てるが斬殺されたため、怖気づいた厳白虎は親交のある王朗を頼り改めて孫策と戦うが大敗、逃亡するも董襲に斬られた。

## 道教の神になる
陶弘景が著した『真霊位業図』には、歴史上の人物が道教の神やそれに仕える役人として記載されており、その中に厳虎の名も見える。